# کریستووائو دی مندونکا
کریستووائو دی مندونکا (Cristóvão de Mendonça) (مورائو، زادهٔ ۱۴۷۵- هرمز، درگذشتهٔ ۱۵۳۲)،‏ نجیب‌زاده و کاوشگر پرتغالی بود که در قرن شانزدهم در جنوب شرق آسیا فعالیت می‌کرد.
او پسر دوک دیوگو فورتادو دی مندونکا، (شهردار) مورائو، کاپیتان تیراندازان و همسرش، برایت سورس دی آلبرگاریا بود. خواهرش، دوشس جوآنا با دوک چهارم براگانسا، دوک جیمی ازدواج کرد. کریستووائو دی مندونکا با دوشس ماریا دی ویلیانا، دختر سانچو دی تووار ازدواج کرد، آن‌ها فرزندی نداشتند.

## مندونکا در کتابدهه‌های آسیااثر مورخ ژائو دی باروس
از مندونکا در برخی منابع پرتغالی، به‌خصوص در کتاب ژائو دی باروس نام برده شده‌است. باروس یکی از اولین مورخان بزرگ پرتغالی بود که اثر مشهورش، دهه‌های آسیا (Décadas da Ásia) نام دارد. این کتاب دربارهٔ تاریخ امپراتوری پرتغال در هند و آسیا است که در میان سال‌های ۱۵۵۲ تا ۱۶۱۵ منتشر شد. باروس اشاره می‌کند که کریستووائو دی مندونکا، پسر پدرو دی مندونکا از مورائو بود، اما تاریخ تولدش ذکر نشده‌است. مندونکا بعدها از سال ۱۵۲۷ با درجهٔ سرگردی مسئول ادارهٔ هرمز (اُرمُس) شد و در سال ۱۵۳۲ در همان‌جا درگذشت.
باروس، مندونکا را کاپیتان کشتی‌ای معرفی می‌کند که در سال ۱۵۱۹، لیسبون را ترک کرد و پس از رسیدن به گوا، طبق دستورها، به کاوش جزایر طلایی و افسانه‌ای پلینیوس (کرایس) پرداخت که گفته می‌شد، «فراتر از سوماترا» قرار دارد:
در پایان ژوئن سال ۱۵۲۰، کشتی‌ای رسید که در همان سال قلمرو پادشاهی را ترک کرده بود و کاپیتان آن پدرو اینس، ملقب به مرد فرانسوی، مردی کوشا و کارآزموده در، دریانوردی بود. پادشاه مانوئل مسئولیت‌هایی را در چندین نامه، دربارهٔ امور خدمت‌رسانی به دیوگو لوپز واگذار کرده بود. از جمله مسائلی که پادشاه به دیوگو لوپز در آن سال فرمان داد، این موضوع بود که شخصی را با پدرو اینس برای کاوش جزایر طلایی که فراتر از سوماترا بودند، بفرستد. در حالی که پیش‌تر به این موضوع اشاره کرده‌ایم، افراد بسیاری به این مناطق هند سفر کرده بودند و او بسیار امید داشت که بتواند آن‌ها را کشف کند. سپس دیوگو لوپز این مسؤلیت را به کریستووائو دی مندونکا، پسر پدرو مندونکا، شهردار مورائو سپرد که در ادامه به آن سفر اشاره خواهیم کرد.
باروس قول داد، به موضوع سفر به جزایر طلایی بپردازد که درپی آن، به سرعت این کار را انجام داد. بعدها توضیح می‌دهد که چطور مندونکا به دلیل نیاز به کمک در ساخت و دفاع از قلعه‌ای در پدیر، در قلمرو امیرنشین سوماترایی در پیسم (پاسای) دست از سفر اکتشافی برداشت. شرح داده‌اند که مندونکا و دیگر کاپیتان‌های پرتغالی برای کمک به احداث قلعه‌ای در پدیر (سوماترا) رفته‌اند که پس از آن، او به سمت مالاکا حرکت کرد:
رافائل کاتانو و کریستووائو دی مندونکا با سه کشتی برای اکتشاف جزایر طلایی، به بندر پدیر رسیدند… آنتونیو دی بریتو همچنان فرمانده آنجا بود… از آنجاییکه احداث استحکامات نظامی زمان زیادی برده بود، رافائل کاتانو، رافائل پسترلو و کریستووائو دی مندونکا باید مایحتاج ضروری، فلفل و سایر چیزها را برای سفرشان فراهم می‌کردند. همچنین از آنجاییکه فصل باران‌های موسمی بود باید از آنجا می‌رفتند، دراصل کریستووائو دی مندونکا از قبل رفته بود اما به همهٔ آن‌ها دستور داده شد که برای کمک و حمایت از استحکامات نظامی آنجا بمانند، زیرا قلعه هنوز در وضعیتی نبود که قابل دفاع باشد… پس از آنکه وضعیت دفاعی قلعه مناسب شد، کریستووائو دی مندونکا و دینیس فرناندز به سمت مالاکا حرکت کردند.
از آنجاییکه باروس هیچ اشاره‌ای به سفر اکتشافی مندونکا به جزایر طلایی نکرده‌است، مشخص نیست که آیا او اصلاً این مأموریت را به سرانجام رساند، یا اینکه باروس با بیان این موضوع که چطور مندونکا به‌خاطر دفاع از پدیر از سفر خود بازماند، قصد داشت تا توضیح دهد چرا این سفر اکتشافی به سرانجام نرسید.
باروس نقل می‌کند که پیش از آنکه دستور سفر اکتشافی جزایر طلایی به مندونکا داده شود، تلاش دیوگو پاچکو در سواحل سوماترا که در جستجوی این جزایر بود، با شکست مواجه شده بود:
دیوگو پاچکو کمی قبل از مانوئل پاچکو از مالاکا به آنجا آمد و اطلاعات زیادی دربارهٔ جزایر طلایی داشت که به‌طور کلی در هند این باور وجود داشت که آن‌ها در جنوب سوماترا قرار دارند. به همین دلیل دیوگو لوپز به دیوگو پاچکو دستور داد که به اکتشاف برود، پاچکو در امور دریانوردی بسیار ماهر بود و به عنوان کاوشگر، مهارت و توانایی بالایی داشت، علاوه بر این خودش هم فردی نجیب‌زاده بود… هوا به گونه‌ای بود که دریا، کشتی را بلعید. و بقایای کشتی به ساحل رسید… دیوگو پاچکو اولین فردی از ما بود که جان خود را برای اکتشاف این جزایر طلایی از دست داد.
اعتقاد به جزایر طلایی (لهاس دو اَرو) ناشی از افسانه‌ای است که در ادبیات هند باستان، سووآرنادویپا (سووآرنابومی) ذکر شده‌است و با نام جزایر طلا و نقره (کرایس و آرگایرا) و شبه جزیرهٔ طلایی در جغرافیای یونانی‌رومی لحاظ شده‌اند.

## مندونکا و نظریهٔ اکتشاف استرالیا توسط پرتغالی‌ها
در دههٔ ۱۹۷۰، زمانی که کنت مک‌اینتایر، نظریهٔ اکتشاف استرالیا توسط پرتغالی‌ها را مطرح کرد، نام مندونکا در بحث‌های تاریخ استرالیا معروف شد. در حالی که اسناد یا نقشه‌های پرتغالی چندانی به غیر از کتاب باروس وجود ندارند که به مندونکا اشاره کنند و هیچ‌کدام مستقیماً مندونکا را با استرالیا مرتبط نمی‌کنند، مک‌اینتایر این فرض را مطرح کرد که در سال‌های ۱۵۲۱–۱۵۲۴ مندونکا فرماندهی ناوگانی متشکل از سه کشتی را برعهده داشت که سواحل شرقی استرالیا را نقشه‌برداری می‌کردند. مک‌اینتایر عقیده داشت که این سفر مخفی نگه داشته شد، زیرا احتمالاً معاهدهٔ مبهم توردسیلاس را نقض می‌کرد که بر اساس آن پرتغال موافقت کرد که اسپانیا حق انحصاری برای کاوش در بیشتر مناطق قارهٔ آمریکا و مناطق مابین قارهٔ آمریکا و آسیا (اقیانوس آرام) را داشته باشد. علاوه بر این، او استدلال کرد که بسیاری از گزارش‌های پرتغالی در زمین لرزهٔ فاجعه‌بار لیسبون در سال ۱۷۵۵ از میان رفته‌اند.
فرضیهٔ مک‌اینتایر دربارهٔ مندونکا به عنوان فرماندهٔ احتمالی ناوگان پرتغالی که سواحل شرقی استرالیا را در حدود سال‌های ۱۵۲۴–۱۵۲۱ نقشه‌برداری کرده بود، توسط دیگر مؤلفان نظریهٔ اکتشاف استرالیا توسط پرتغالی‌ها، از جمله لارنس فیتزجرالد (۱۹۸۴)‏ و پیتر تریکت نیز پذیرفته شده‌است. مک‌اینتایر عقیده داشت که یکی از کشتی‌های مندونکا در امتداد سواحل جنوب شرق استرالیا حرکت می‌کرد و جایی در نزدیکی وارنامبول، ویکتوریا غرق و تبدیل به کشتی ماهاگونی در فرهنگ عامهٔ استرالیا شده‌است. اگرچه این کشتی غرق‌شده از دههٔ ۱۸۸۰ دیده نشده‌است، اما امروزه اغلب در رسانه‌های استرالیا و تا حدود زیادی بر اساس نظریهٔ مک‌اینتایر از آن به عنوان کشتی پرتغالی یا یکی از ناوگان مندونکا یاد می‌شود. با این حال، مک‌اینتایر در سال ۱۹۹۴، در یکی از آخرین آثار خود دربارهٔ این موضوع اذعان داشت که هویت کاوشگر پرتغالی نامعلوم مانده‌است. «در هر حال، چه کاوشگر مندونکا باشد یا شخص دیگری، حداقل مطمئن هستم که او پرتغالی بوده‌است».

## آثار اخیر
پیتر تریکت، روزنامه‌نگار علوم، در سال ۲۰۰۷، در کتاب خود با نام Beyond Capricorn اطلاعات دیگری را دربارهٔ زندگی مندونکا آشکار کرد، از جمله، پیدا شدن پاره سنگ حکاکی شده با نام مندونکا در آفریقای جنوبی که به وضوح تاریخ ۱۵۲۴ را نشان می‌دهد و یک نقاشی که ممکن است حرکت ناوگان به سمت گوا را در سال ۱۵۱۹ نشان دهد. تریکت همچنین مندونکا را با کشف جزیرهٔ شمالی در نیوزیلند مرتبط می‌داند.
لوئیس فیلیپه توماز، استاد شرق‌شناسی در دانشگاه کاتولیک پرتغال در لیسبون، پژوهشی دربارهٔ سفر اکتشافی کریستووائو دی مندونکا نوشت و در می ۲۰۰۸، آن را در همایشی به نام «پرتغالی‌ها در استرالیا» که در موزهٔ علوم در کویمبرا، پرتغال برگزار شد، ارائه کرد.

## سایر دیدگاه‌ها
کاپیتان آ. آریل با اظهار نظر دربارهٔ نظریهٔ مک‌اینتایر در سال ۱۹۸۴، عقیده داشت که بسیار بعید بوده‌است که دریانوردان قرن شانزدهم از میان آب‌های خطرناک و ناشناخته و در برابر بادهای غالب، سفری به سمت جنوب سواحل شرقی استرالیا داشته باشند، با فرض اینکه فردیناند ماژلان در عرض‌های جغرافیایی به سمت جنوب و در برابر بادهای چهلگان در حال حرکت به سمت غرب بوده‌است.
در سال ۲۰۰۶، دانشیار، ویلیام آرتور ریدلی (بیل) ریچاردسون از دانشگاه فلیندرز، استرالیای جنوبی، ادعا کرد که سفر کریستووائو دی مندونکا به سواحل شرقی استرالیا، بر مبنای سفرهایی که هیچ جزئیات حقیقی دربارهٔ آن‌ها باقی نمانده، گمانه‌پردازی محض است.